# Gourou
Pour les articles homonymes, voir Gourou (homonymie).
Le terme gourou (du sanskrit : गुरु, guru, « enseignant », « précepteur », « maître ») peut avoir plusieurs définitions :
- Le maître spirituel qui se réclame d'une tradition issue de l'hindouisme, du jaïnisme, du bouddhisme ou du sikhisme.
- Un maître à penser, ou, dans son sens négatif, le dirigeant d'une secte[2], lequel peut affirmer détenir une vérité et avoir des comportements de manipulation mentale, abus de faiblesse, etc.
- Un expert dans un domaine particulier dont les avis sont largement reconnus et respectés. Par exemple, John Carmack [réf. nécessaire]est considéré par certains comme un « gourou de 3D » et Steve Jobs comme « le gourou d'Apple »[3],[4], dans le domaine de l'informatique. Michael Porter ou Tom Peters ou encore Clayton Christensen ont été qualifiés de « gourous du management », i.e. de maîtres à penser du domaine[5],[6],[7].

## Le gourou dans les religions de l'Inde
Le gourou (du sanskrit : गुरु, guru, « enseignant », « précepteur », « maître ») désigne dans l'hindouisme, le bouddhisme, le jaïnisme et le sikhisme un guide spirituel, une figure d'autorité respectable. Le mot est formé des racines gu (obscurité) et ru (lumière). Le gourou est donc la personne qui fait passer de l'ombre à la lumière. Dans l'Inde contemporaine, le mot gourou est également utilisé pour désigner le professeur, celui qui enseigne et dont le crédit repose sur la tradition spirituelle à laquelle il appartient et dont il a suivi les enseignements et pratiques, ou sur son éveil spirituel.

## Néologismes et interprétations de l'Occident
Le terme s'est popularisé à partir des années soixante et soixante-dix en Occident avec l'intérêt croissant de figures connues de la culture populaire pour les spiritualités de l'Orient. Maharishi Mahesh Yogi a été par exemple connu comme le « gourou des Beatles ». Rajneesh Chandra Mohan Jain, dit Osho, est également une figure connue de cette époque.
Au fil du temps, et à la suite des escroqueries, abus sexuels, fraudes fiscales, et dérives sectaires de certains de ces « maîtres spirituels », incompétents ou malhonnêtes, ou perdant le contrôle de leur mouvement, un glissement de sens s'est effectué en occident et l'expression a également été utilisée pour désigner péjorativement le dirigeant manipulateur d'un groupe sectaire ou religieux. Vanity Fair note que ces « gourous » sont fréquemment condamnés pour trafic sexuel, extorsion, association de malfaiteurs, menaces, voir corruption de mineur et que les groupements qui les soutiennent activent différents mécanismes d'emprise typiques des sectes. Il s'agit de techniques de persuasion voire de coercition s'appuyant sur les faiblesses humaines afin de recruter des adeptes et de s'assurer un pouvoir totalitaire sur eux, rendant le départ difficile.
Dans certains pays francophones, on rencontre parfois les expressions péjoratives gouroutisme ou gourouisme pour désigner la tendance manipulatrice et dominatrice d'un individu au sein d'une organisation ou école de pensée, typiquement une secte. Le mot gourelle est parfois utilisé au féminin.
Ce changement de sens péjoratif du concept de gourou par rapport à la tradition hindoue, est considéré comme particulièrement diffamant par certaines organisations hindoues, et a été jugé par certains auteurs comme une forme de néocolonialisme, dévalorisant toutes les notions ne venant pas de l'Occident[réf. nécessaire].

### Les gourous dans le champ du bien-être et de la santé
La presse tend à parler de gourou pour qualifier des personnes suivies par un grand nombre d'adeptes et de fans sur les réseaux sociaux ou par leur présence médiatique, dispensant des conseils de vie ou s'érigeant en modèle,. Ce peut être autour de question de bien-être ou de santé. Le docteur Grunwald dénonce les risques dès lors que des mécanismes d'emprise sont mobilisés. Il note que si les médecines non conventionnelles « visent uniquement à traiter des phénomènes estimés pathologiques, et sont utilisées, [...] de façon acceptable par des médecins qui n’ont d’autre objectif que le soulagement de leurs patients, avec leur accord. A l’opposé, les sectes nocives s'adressent à des personnes ne s'estimant pas forcément malades, mais en mal d'écoute, demandant « attention » et à qui sont progressivement imposées, sous le couvert de soins, une allégeance inconditionnelle et une rupture du lien social, autour d'un « gourou », prônant au-delà de la santé, l`épanouissement et le bien-être au moyen de données ésotériques. ». C'est l'allégeance inconditionnelle et la rupture du lien social qui doit attirer l'attention. les risques pour la santé sont réels en cas de pratique mal encadrée sur le plan médical.

## La notion de gourou dans la lutte contre les sectes en France
En France, des associations antisectes telles que l'UNADFI définissent le gourou comme « un leader totalitaire incontesté et incontestable », seul détenteur d'une connaissance supérieure, d'une vérité suprême (par exemple grâce à une révélation), ou investi d'une mission divine.
Le gourou est souvent le sujet d'un culte de la personnalité, et il peut être comparé à une idole. Dans son acception négative, le terme désigne un imposteur, édictant des règles strictes, diabolisant le monde extérieur, ayant des intentions cachées, et instrumentalisant ses adeptes, tout en exploitant leurs inquiétudes.
Cette évaluation du phénomène est contestée par certaines associations de défense de la liberté de conscience, certains sociologues ainsi que certains représentants de l'Église catholique romaine[réf. nécessaire], objectant que cette manière de considérer « en bloc » les gourous est calomnieuse et diabolisatrice[réf. nécessaire].
Le gouvernement français a fait une mise au point lors d'une conférence annuelle de l'OSCE sur les droits de l'homme : « La liste des mouvements sectaires comprise dans un rapport parlementaire français de 1995 […] est un document de travail parlementaire. En d'autres termes, elle n'a aucune valeur juridique […]. Certaines autorités locales ont pu toutefois faire référence à cette liste pour prendre des mesures administratives - toutes annulées par les tribunaux. Le gouvernement français s'emploie à sensibiliser les rouages de l'administration afin que la liste des mouvements sectaires soit reconnue pour ce qu'elle est : un document de travail parlementaire qui ne peut servir de fondement à une mesure. »

## Le gourou dans la culture populaire et la littérature
- Love Gourou, film américain de 2008
- Naissance d'un gourou, Takeshi Kitano, Denoël 2005
- Le Gourou démasqué, de Russel Miller, 1994, Plon
- Le nectar et le poison, les Gourous et les Maîtres, Pierre Pelletier, 1999
- The Master, Paul Thomas Anderson, 2012